# عرفان رمیزی پور
عرفان رمیزی‌پور (زاده ۲۴ فروردین ۱۳۷۹ در شیراز، ایران) فعال سیاسی و حقوق بشر است که در جریان اعتراضات ۱۴۰۱ ایران، معروف به انقلاب “زن، زندگی، آزادی”، به دلیل شلیک مستقیم نیروهای امنیتی جمهوری اسلامی به شدت آسیب دید. او پس از خروج از ایران، در اروپا به فعالیت‌های حقوق بشری و سیاسی خود ادامه داد و به یکی از صداهای برجسته مخالف رژیم جمهوری اسلامی تبدیل شد.

## کودکی و تحصیلات
عرفان رمیزی‌پور در شیراز متولد شد و دوران کودکی خود را تا چهار سالگی در این شهر گذراند. خانواده او سپس به تهران مهاجرت کردند و به دلیل شغل پدر، که در بندرعباس فعالیت داشت، در این شهر ساکن شدند. عرفان بیشتر دوران زندگی خود را در بندرعباس گذراند و مدرک کاردانی حسابداری را از دانشگاه آزاد بندرعباس دریافت کرد.

## آغاز فعالیت‌های سیاسی
فعالیت سیاسی عرفان رمیزی‌پور از سال ۱۳۹۸ و هم‌زمان با اعتراضات سراسری به افزایش قیمت بنزین آغاز شد. او در این اعتراضات فعالانه شرکت کرد و به صورت علنی مخالفت خود را با سیاست‌های جمهوری اسلامی ابراز کرد.
در سال ۱۴۰۱، پس از قتل مهسا امینی به دست گشت ارشاد و آغاز موج گسترده اعتراضات مردمی تحت شعار “زن، زندگی، آزادی”، عرفان به یکی از معترضان فعال در بندرعباس تبدیل شد. او هر شب از ساعت ۴ عصر تا ۳ بامداد در تجمعات اعتراضی حضور داشت و با دوستان خود در هماهنگی اعتراضات و انتشار فراخوان‌ها نقش داشت.
در روزهای ۲۴، ۲۵ و ۲۶ آبان، این گروه فراخوان‌هایی برای برگزاری اعتراضات بزرگ در بندرعباس دادند که با سرکوب شدید نیروهای امنیتی جمهوری اسلامی همراه شد

## حادثه ۲۵ آبان ۱۴۰۱
در تاریخ ۲۵ آبان، عرفان رمیزی‌پور در خیابان داماهی بندرعباس، حوالی کوچه گوهران ۱۸، هدف شلیک مستقیم از سوی نیروهای بسیج قرار گرفت. این شلیک‌ها شامل سه شلیک از فاصله نزدیک با اسلحه شاتگان بود که منجر به اصابت ۲۵ ساچمه به سر، صورت و سینه او شد. این حادثه آسیب شدیدی به چشم راست او وارد کرد.
پس از این حادثه، دوستانش او را به خانه‌ای امن منتقل کردند تا از دستگیری توسط نیروهای امنیتی در امان بماند. او تا ساعت ۶ صبح در آن خانه ماند و پس از کاهش حضور نیروهای امنیتی، توانست به یک درمانگاه محلی منتقل شود.

## درمان در ایران
عرفان در ایران تحت سه عمل جراحی سنگین قرار گرفت که شامل ترمیم پارگی قرنیه، ویترکتومی و خارج کردن ساچمه‌ها بود. با این وجود، بینایی چشم راست او بازنگشت. به دلیل شرایط امنیتی، او مجبور به زندگی مخفیانه شد و در شیراز و دیگر شهرها به صورت پنهانی به درمان ادامه داد.

## خروج از ایران
در فروردین ۱۴۰۲، عرفان پس از تلاش‌های فراوان موفق شد ایران را ترک کند و به آلمان برسد. او در این کشور درخواست پناهندگی داد و فعالیت‌های سیاسی و حقوق بشری خود را در حمایت از مردم ایران ادامه داد.

##### فعالیت‌های حقوق بشری و رسانه‌ای
عرفان رمیزی‌پور پس از ورود به آلمان، به یکی از چهره‌های شناخته‌شده در رسانه‌های بین‌المللی تبدیل شد. او در شبکه‌های خبری ZDF و Bild حضور یافت و در برنامه تلویزیونی زنده‌ای با مجری سرشناس آلمانی مارکوس لانس و شخصیت‌های سیاسی از جمله زیگمار گابریل به بیان جنایات جمهوری اسلامی پرداخت.
او در سخنرانی‌های خود از جامعه بین‌المللی خواست:
سپاه پاسداران به عنوان یک سازمان تروریستی شناخته شود.
تحریم‌های شدیدتر علیه جمهوری اسلامی اعمال شود.
سفارت‌ها و کنسولگری‌های جمهوری اسلامی در کشورهای اروپایی تعطیل شوند

## مستند و حضور در رسانه‌های فارسی‌زبان
شبکه منوتو مستندی به نام “چشم برای آزادی” درباره زندگی و مبارزات عرفان تولید کرد. این مستند به روایت داستان او و دیگر آسیب‌دیدگان اعتراضات ایران می‌پردازد.
عرفان همچنین در شبکه‌های فارسی‌زبان از جمله ایران اینترنشنال، صدای آمریکا، بی‌بی‌سی فارسی و ایران‌وایر حضور یافته و درباره جنایات جمهوری اسلامی و نیاز به اتحاد برای آزادی ایران سخن گفته است.

## حضور در پارلمان اروپا
در سال ۲۰۲۴، عرفان رمیزی‌پور به همراه فعال حقوق بشر  بهروز اسدی در پارلمان اروپا حضور یافت. او در مراسم ۷۵‌مین سالگرد تأسیس کمیته حقوق بشر سخنرانی کرد و مستندات جنایات جمهوری اسلامی را به اعضای کمیته حقیقت‌یاب ارائه داد.
عرفان در این جلسات از کشورهای اروپایی خواست تا با حمایت از مردم ایران، مسیر رسیدن به آزادی و دموکراسی را هموار کنند.

## چشم‌انداز و فعالیت‌های آینده
عرفان رمیزی‌پور همچنان به عنوان یک فعال حقوق بشری و سیاسی  به فعالیت‌های خود ادامه می‌دهد. او هدف اصلی خود را آزادی ایران از ظلم و استبداد جمهوری اسلامی و دستیابی به حقوق برابر برای تمام مردم ایران می‌داند.
پیام او به جامعه بین‌المللی و مردم ایران اتحاد، مقاومت و تلاش برای برقراری عدالت و آزادی است